# Johann Christoph Friedrich Götschel

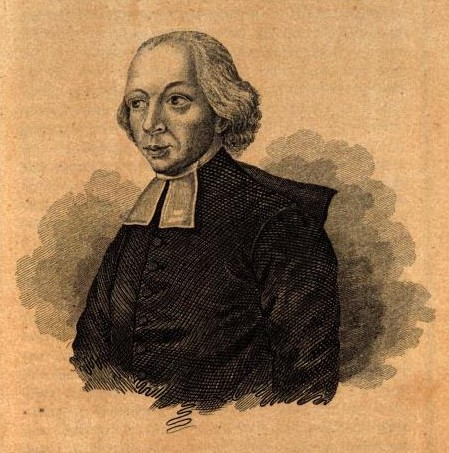
Johann Christoph Friedrich Götschel (1793)

Johann Christoph Friedrich Götschel (* 8. Dezember 1768 in Bayreuth; † 8. Februar 1812 in Eutin) war ein deutscher evangelisch-lutherischer Geistlicher. Von 1799 bis zu seinem Tod 1812 war er der Leitende Geistliche im Hochstift Lübeck/Fürstentum Lübeck.

## Leben
Johann Christoph Friedrich Götschel war Sohn eines Steuereinnehmers in Bayreuth. Er besuchte das Gymnasium Christian-Ernestinum und studierte ab 1786 Evangelische Theologie an der Universität Erlangen. Ab 1788 war er daneben Collaborator am Gymnasium Fridericianum Erlangen. 1790 wurde er Magister.

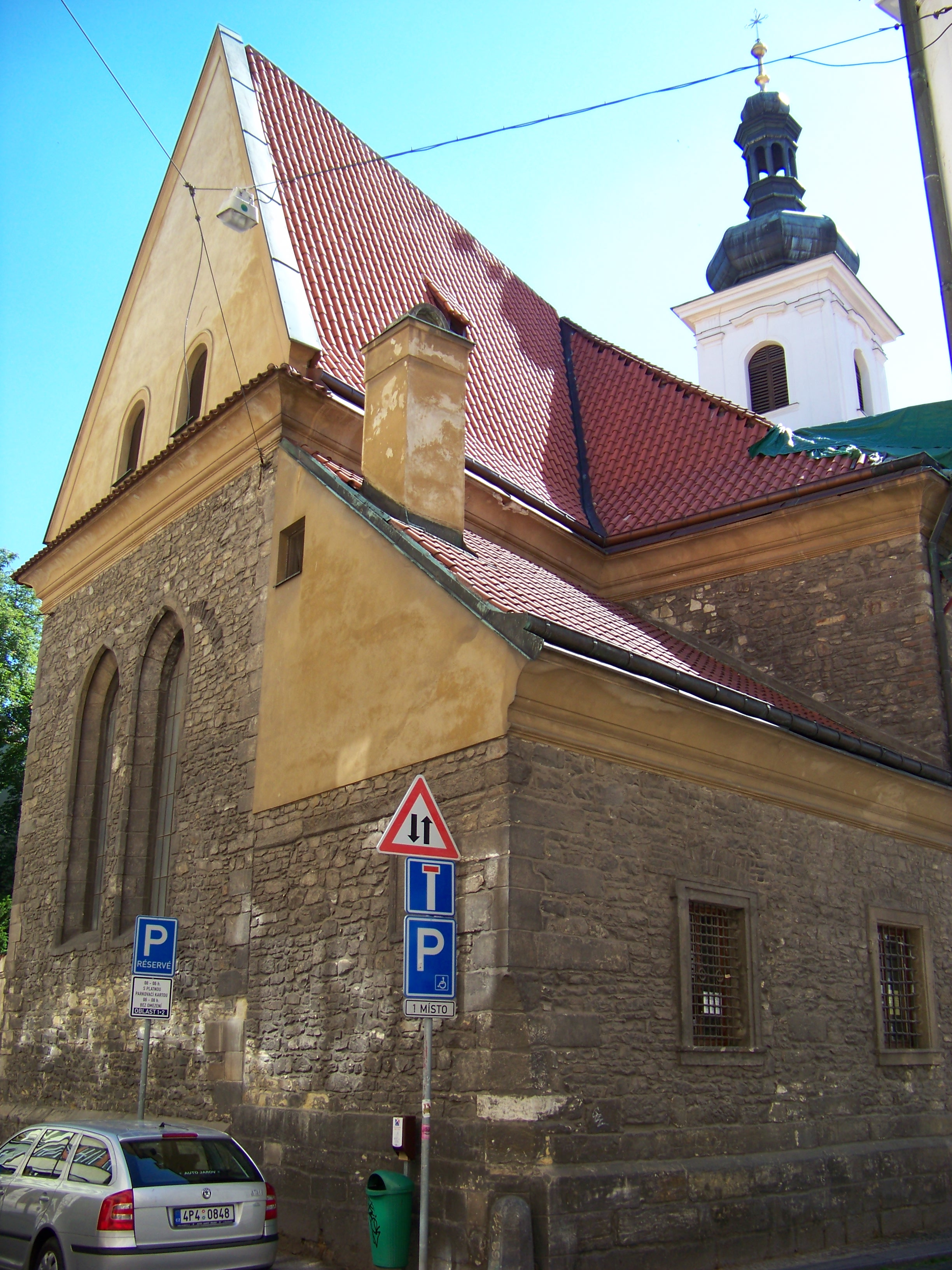
Michaelskirche in Prag

Im selben Jahr berief ihn die protestantische deutsche Civil-Gemeinde in Prag auf Empfehlung von Georg Friedrich Seiler zu ihrem Pfarrer. Hier wurde er Senior und ab 1. Juli 1798 Superintendent der Evangelischen Superintendentur A. B. Böhmen. 1791 konnte er die 1787 im Zuge des Josephinismus säkularisierte Michaelskirche als erstes eigenes Gotteshaus der Gemeinde einweihen. Die Gemeinde erreichte eine Ausnahmegenehmigung von den Bestimmungen über Toleranzkirchen, dass die Kirche ihren Turm behalten konnte. 1796 gab er eine erweiterte Neuauflage des Gesangbuchs heraus, die bis 1843 in Gebrauch war.
1799 ernannte ihn Fürstbischof Peter Friedrich Ludwig als Nachfolger von Jacob Leonhard Vogel zum Hauptpastor in Eutin, Konsistorialrat und Superintendenten des Hochstifts. Zu seiner Amtseinführung hielt Friedrich Leopold zu Stolberg-Stolberg eine Rede, die auch gedruckt wurde.
In seine Amtszeit fällt die Säkularisation des Hochstifts nach dem Reichsdeputationshauptschluss 1803 zum Fürstentum Lübeck. Er starb erst 43-jährig und soll zuletzt erblindet gewesen sein.

## Werke
- De Moralitate Ejusque Gradus Imputatione. Erlangen 1788
- De Interpretatione Loci 1 Cor. XI, 10. Erlangen 1788
- Mythologiae Pindaricae Specimen : Cuius Sectionem Priorem Praeside Viro Illustri Amplissimo Doctissimo Theophilo Christoph. Harles Philosoph. Doct. Sereniss. Princ. A Consil. Aul Rhetor. Ac Poeseos P. P. O. Semin. Philolog. Direct Biblioth. Academ. Praef. Gymnas Ill Erlang. Scholarcha Fautore Suo Ac Praeceptore In Aeternum Pie Colendo Die II. Mart. MDCCXC. Erlangen: Kunstmann 1790

Digitalisat
- Predigt und Gebete an dem auf allerhöchsten Befehl angestellten allgemeinen Bettag für siegreiche Endigung des Krieges. Prag: Rokos 1794

Digitalisat, UB Göttingen
- Sammlung derjenigen Gebete, welche bei den sonntäglichen Gottesverehrungen der Prager protestantischen deutschen Civil-Gemeinde gebraucht werden. Prag: Verfasser 1797
- Liturgische Auffsätze : Nebst einer Nachricht über die hieländischen liturgischen Einrichtungen. Prag: Widtmann 1798
- M.J.C.F. Götschel's Superintendenten des Hochstifts Lübeck, Consistorialraths, und Hauptpastors an der Eutiner Stadt- und Collegiatkirche Predigt beim Antritte des Hauptpastorats in Eutin : am 8. December 1799. Eutin: Struve 1799

Digitalisat